# Ричков Вадим Володимирович
Вади́м Володи́мирович Ричко́в (1975—2014) — капітан Збройних сил України, учасник російсько-української війни.

## Життєпис
Народився 1975 року. 1992 року із золотою медаллю закінчив Гвардійську ЗОШ в Новомосковському районі. За освітою нейрофізик — закінчив 1997 року.
У березні 2014-го записався добровольцем. Командир взводу зв'язку, 25-та окрема повітряно-десантна бригада.
17 серпня 2014 року загинув під час обстрілу з БМ-21 «Град» — у ході пошуково-ударних дій. Тоді ж полягли капітан Шевчук Сергій Мирославович; лейтенант Коза Денис Євгенович; лейтенант Гаврюшин Денис Юрійович; старші сержанти Король Віталій Сергійович, Ятченко Сергій Олександрович; молодші сержанти Маковей Сергій Олександрович і Федчук Сергій Володимирович; старший солдат Вакулич Володимир Володимирович; солдати Приходько Дмитро Вікторович та Єманов Олексій Петрович.
Вдома залишилися дружина, Ричкова Тетяна Борисівна та син 2003 р.н.
Похований у селі Вільне (Новомосковський район, Дніпропетровська область).

## Нагороди та вшанування
- 14 листопада 2014 року за особисту мужність і героїзм, виявлені у захисті державного суверенітету та територіальної цілісності України, вірність військовій присязі під час російсько-української війни, нагороджений орденом Богдана Хмельницького ІІІ ступеня (посмертно)[3]. Крім того, посмертно отримав звання капітана та був нагороджений пам'ятним знаком «За воїнську доблесть»[4][2].
- Пам'ятний знак «За воїнську доблесть» (МОУ)
- Його портрет розміщений на меморіалі «Стіна пам'яті полеглих за Україну» в Києві: секція 2, ряд 10, місце 36.
- Вшановується 17 серпня на щоденному ранковому церемоніалі вшанування українських захисників, які загинули цього дня в різні роки внаслідок російської збройної агресії[5]